# アリク・ベナド
アリク・ベナド(Arik Benado、ヘブライ語:אריאל בנאדו)は、イスラエルの元サッカー選手、サッカー指導者。

## 経歴
父親は、1970年代にハイファでプレーしていたサッカー選手であった。息子である彼も、1991年にマッカビ・ハイファのトップチームに昇格。94年から96年にかけて、修行を積むためベイタル・エルサレムに移籍するも、その後96年から10年のあいだ、ハイファに所属し続けた。
ハイファでは、99年のイスラエル・プレミアリーグ誕生後、5回ものリーグ優勝を経験した。さらに、2002-03シーズンでイスラエルのチームとして初めてUEFAチャンピオンズリーグに出場した際も、彼はセンターバックとして出場してみせた。
2006年、再びベイタル・エルサレムへ移籍。2011年、引退した。そして2012年11月17日、ハイファの専属コーチに就任した。

## タイトル
- イスラエル・プレミアリーグ(9)
  - 1993-1994，2000-2001，2001-2002，2003-2004，2005-2006，2006-2007，2007-2008，2010-2011
- イスラエル・ステート・カップ(4)
  - 1993，1998，2008，2009
- トト・カップ(4)
  - 1993-1994，2001-2002，2005-2006，